# 茶亭镇 (长沙市)
茶亭镇地处湖南省长沙市望城区北部，为湘江以东五个乡镇之一，处在望城区、汨罗市和湘阴县三县交界处。地缘上东南部与桥驿镇接壤，南与丁字镇为邻，西与铜官镇、东城镇交接，北与湘阴县界头铺镇为界，东北与汨罗市高家坊镇相连。镇域总面积89平方公里；辖9村、1社区，386个村（居）民小组；总人口32,284人（2002年），其中农业人口31,399人；政府驻梅花岭社区。

## 历史
今茶亭镇地域在1951年为万正、民主、梅园、长安和西华乡。
- 1958年属铜官人民公社。
- 1961年析置茶亭公社和西湖公社，隶属铜官区。
- 1984年茶亭公社、西湖公社分别更名茶亭乡和西湖乡。
- 1995年长沙地区撤区并乡镇，铜官区茶亭乡、西湖乡合并成立茶亭镇。
- 2002年，全镇共有30个村；2004年村级区划调整，调整后为9村1社区。
- 2015年11月19日，将茶亭镇和东城镇成建制合并设立茶亭镇，将茶亭镇郭亮村划入铜官镇。[1]

| 2002年茶亭镇行政区划（社区和村）                                                      |                  | |
| 2002年，全镇辖30个村、424个村民小组，共计9928户，总人口32284人，其中农业人口31399人。 |                  | |
| 项目                                                                                  | 原所属乡         | 单位详列 |
| 30个村                                                                                | 原茶亭乡（17村） | 芭蕉村、高陵村、黄金村、官冲村、九峰村、南冲村、祥云村、谭家园村、茶亭村、号马村、洪桥村、梅花岭村、代公桥村、柏杨村、华林村、清泉村、骆家坝村 |
| 30个村                                                                                | 原西湖乡（13村） | 西湖村、郭亮村、大兴村、联霞村、西华村、双桥村、五龙村、智德村、天星村、竹山村、雷山村、新田村和狮子村                                         |

## 现行行政区划
下辖9个行政村1个社区：
梅花岭社区、郭亮村、西湖寺村、代公桥村、望群村、谭家园村、九峰山村、洪开桥村、中兴村和狮子岭村。